# Ghosttown
«Ghosttown» — второй сингл американской певицы Мадонны с тринадцатого студийного альбома Rebel Heart (2015). Сингл был выпущен в качестве релиза для радиостанций 15 марта 2015 года. Песня написана Мадонной, Джейсоном Эвиганом, Эваном Богартом и Шоном Дугласом, а спродюсирована Мадонной и Billboard. Мадонне понравились предыдущие работы Дугласа, и она арендовала студию для совместных сессий с ним и другими соавторами. «Ghosttown» была написана за три дня. Эта поп-баллада вдохновлена образом разрушенного города после конца Армагеддона и тому, как выжившие пытаются продолжать своё существование.
Музыкальное сопровождение трека в основном состоит из органа и ударных, голос Мадонны слегка изменён вокодером. Трек был выпущен на iTunes в декабре 2014 года вместе с другими 5-ю песнями в качестве ответа на хакерский взлом и утечку более 40 песен с ещё не выпущенного альбома Rebel Heart. Песня получила положительные отзывы критиков, особо отмечавших вокал Мадонны и текст, а также продюсирование Billboard. Баллада вызвала сравнение с ранними работами певицы.
Сингл стал для певицы рекордным 45-м номером 1 в чарте Billboard Hot Dance Club Songs. Песня также возглавила список лучших песен 2015 года по версии читателей журнала Rolling Stone.

## Перечень композиций
| - CD сингл 1. "Ghosttown" – 4:09 2. "Ghosttown" (Don Diablo Remix) – 4:49 - Цифровая загрузка (Remixes) 1. "Ghosttown" (Offer Nissim Drama Remix) – 7:17 2. "Ghosttown" (Armand Van Helden Remix) – 6:16 3. "Ghosttown" (S-Man Mix) – 6:08 4. "Ghosttown" (Razor N Guido Remix) – 7:46 5. "Ghosttown" (Mindskap Remix) – 5:35 6. "Ghosttown" (Don Diablo Remix) – 4:47 7. "Ghosttown" (Dirty Pop Intro Remix) – 5:20 8. "Ghosttown" (DJ Mike Cruz Mix Show Edit) – 7:05 9. "Ghosttown" (Thrill Remix) – 6:27 10. "Ghosttown" (DJ Yiannis String Intro Mix) – 1:40 | - Цифровая загрузка 1. "Ghosttown" – 4:09 - Tidal (Remixes) 1. "Ghosttown" (Offer Nissim Drama Remix) – 7:17 2. "Ghosttown" (Armand Van Helden Remix) – 6:16 3. "Ghosttown" (S-Man Mix) – 6:08 4. "Ghosttown" (Razor N Guido Remix) – 7:46 5. "Ghosttown" (Mindskap Remix) – 5:35 6. "Ghosttown" (Don Diablo Remix) – 4:47 7. "Ghosttown" (Dirty Pop Intro Remix) – 5:20 8. "Ghosttown" (DJ Mike Cruz Mix Show Edit) – 7:05 9. "Ghosttown" (Thrill Remix) – 6:27 10. "Ghosttown" (DJ Yiannis String Intro Mix) – 1:40 11. "Ghosttown" (A Paul Andrews Reconstruction Mix) – 4:08 12. "Ghosttown" (RedTop’s If I Were a Carpenter Remix) – 5:49 |

## Участники записи
- Madonna – автор, вокал, продюсер
- Jason Evigan – автор
- Evan Bogart – автор
- Sean Douglas – автор
- Billboard – продюсер

Список взят с сайта iTunes.

## Музыкальное видео
Режиссёром нового видеоклипа стал швед Юнас Окерлунд, ранее снимавший с Мадонной клипы к песням American Life, Music и Ray of Light. В роли приглашенного гостя выступил американский актёр Терренс Ховард.
Действие клипа происходит в пустом после ядерного взрыва городе, где несколько выживших всё ещё продолжают своё существование. В данном видео певица одета в длинное чёрное пальто дизайнера Chrome Hearts. Пальто покрыто крестами, что очень хорошо передаёт атмосферу того «города-призрака».
Релиз музыкального видео на YouTube состоялся 8 апреля 2015 года.

## Чарты
| Чарт (2014–2015)                           | Лучшая позиция |
| ------------------------------------------ | -------------- |
| Бельгия/Фландрия (Ultratip Bubbling Under) | 6              |
| Бельгия/Валлония (Ultratip Bubbling Under) | 3              |
| Канада (Billboard AC)                      | 40             |
| Финляндия (Latauslista Download)           | 14             |
| Франция (SNEP)                             | 34             |
| Германия (GfK)                             | 34             |
| Венгрия (Rádiós Top 40)                    | 16             |
| Венгрия (Single Top 40)                    | 17             |
| Италия (FIMI)                              | 20             |
| Russia Airplay (Tophit)                    | 112            |
| Шотландия (OCC Scotland)                   | 86             |
| Slovenia (SloTop50)                        | 38             |
| Испания (PROMUSICAE)                       | 41             |
| Sweden (DigiListan)                        | 20             |
| Швейцария (Schweizer Hitparade)            | 39             |
| UK Singles (Official Charts Company)       | 117            |
| UK Airplay (Official Charts Company)       | 17             |
| Великобритания (OCC UK Singles Downloads)  | 65             |
| США (Billboard Adult Contemporary)         | 18             |
| США (Billboard Adult Pop Airplay)          | 38             |
| США (Billboard Dance Club Songs)           | 1              |
| US Hot Singles Sales (Billboard)           | 3              |

| Чарт (2015)                    | Позиция |
| ------------------------------ | ------- |
| Italian Digital Singles (FIMI) | 92      |

## Сертификации
| Регион                                                                      | Сертификация | Продажи |
| --------------------------------------------------------------------------- | ------------ | ------- |
| Италия (FIMI)                                                               | Золотой      | 25,000  |
| Данные о продажах + прослушиваниях приведены только на основе сертификации. |              |         |

## Даты релиза
| Страна         | Дата           | Формат                     | Лейбл      |
| -------------- | -------------- | -------------------------- | ---------- |
| Италия         | 13 марта 2015  | Contemporary hit radio     | Interscope |
| Австралия      | 20 марта 2015  | Contemporary hit radio     | Universal  |
| Великобритания | 20 апреля 2015 | Contemporary hit radio     | Polydor    |
| Германия       | 24 апреля 2015 | CD single                  | Universal  |
| Франция        | April 27, 2015 | CD single                  | Polydor    |
| США            | May 18, 2015   | Digital download (Remixes) | Interscope |